# The DAO
The DAO — цифровая децентрализованная автономная организация, представляющая собой краудфандинговую платформу, основанную на системе умных контрактов и технологии Ethereum. В ходе краудфандингового сбора средств компании удалось весной 2016 года привлечь более $ 150 000 000 инвестиций на платформе Ethereum и стать таким образом крупнейшим краудфандинговым проектом в истории.
Проект планировался как первый в своем роде децентрализованный (не регулируемый законами и не привязанный к конкретной территории) проект по созданию принципиально новой модели инвестирования и управления финансами. Однако уже в июне 2016 года проект потерпел неудачу в результате хакерской атаки и похищения значительной доли средств, полученных от инвесторов.
В конце 2016 года токены DAO были удалены из обращения на биржах Poloniex и Kraken.

## История
30 апреля 2016 года команда стартапа slock.it объявила о сборе средств в рамках краудфандинга. Сбор должен был продлиться до 28 мая, и целью было привлечь $ 20 000 000 в Ethereum. Однако уже к 16 мая объём привлечённой криптовалюты составил более 107 000 000 в долларовом эквиваленте.
Несмотря на сбор суммы, превышающей более чем в 6 раз требуемую, проект постиг крах из-за крупной атаки на код, в результате которой был похищен «эфир», внесенный краудфандерами.

## Идея
The DAO задумывался как автоматический венчурный фонд, управляемый искусственным интеллектом на основе блокчейна Ethereum и системы смарт-контрактов. Согласно замыслу создателей, инвесторы сами должны были голосовать на платформе за те или иные проекты, ищущие инвесторов. А управлять системой должна была программа.
Ряд экспертов рынка оценил проект как прорыв в области корпоративного управления. Тем не менее, проверить эту гипотезу оказалось невозможным из-за краха проекта.

## Крах проекта
Ещё до старта продажи токенов DAO некоторые эксперты предупреждали о том, что код проекта, размещённый в открытом доступе на GitHub, содержал критические уязвимости. Уже в июне 2016 года злоумышленникам удалось эксплуатировать баг, позволявший создавать рекурсивные ответвления и многократно получать эфиры. В результате атаки проект потерял сумму, превышающую 53 миллиона долларов США.